# 2022年世界陸上競技選手権大会アメリカ領ヴァージン諸島選手団
2022年世界陸上競技選手権大会アメリカ領ヴァージン諸島選手団は、2022年7月15日から7月24日までアメリカ合衆国のユージーンで開催された第18回世界陸上競技選手権大会のアメリカ領ヴァージン諸島選手団。

## 選手団
- 人員: 選手 1人

## 選手名簿・結果
| 選手                   | 種目         | 結果          | 順位 |
| ---------------------- | ------------ | ------------- | ---- |
| エドゥアルド・ガルシア | 男子マラソン | 2時間23分16秒 | 53位 |